# 斯諾夫斯克

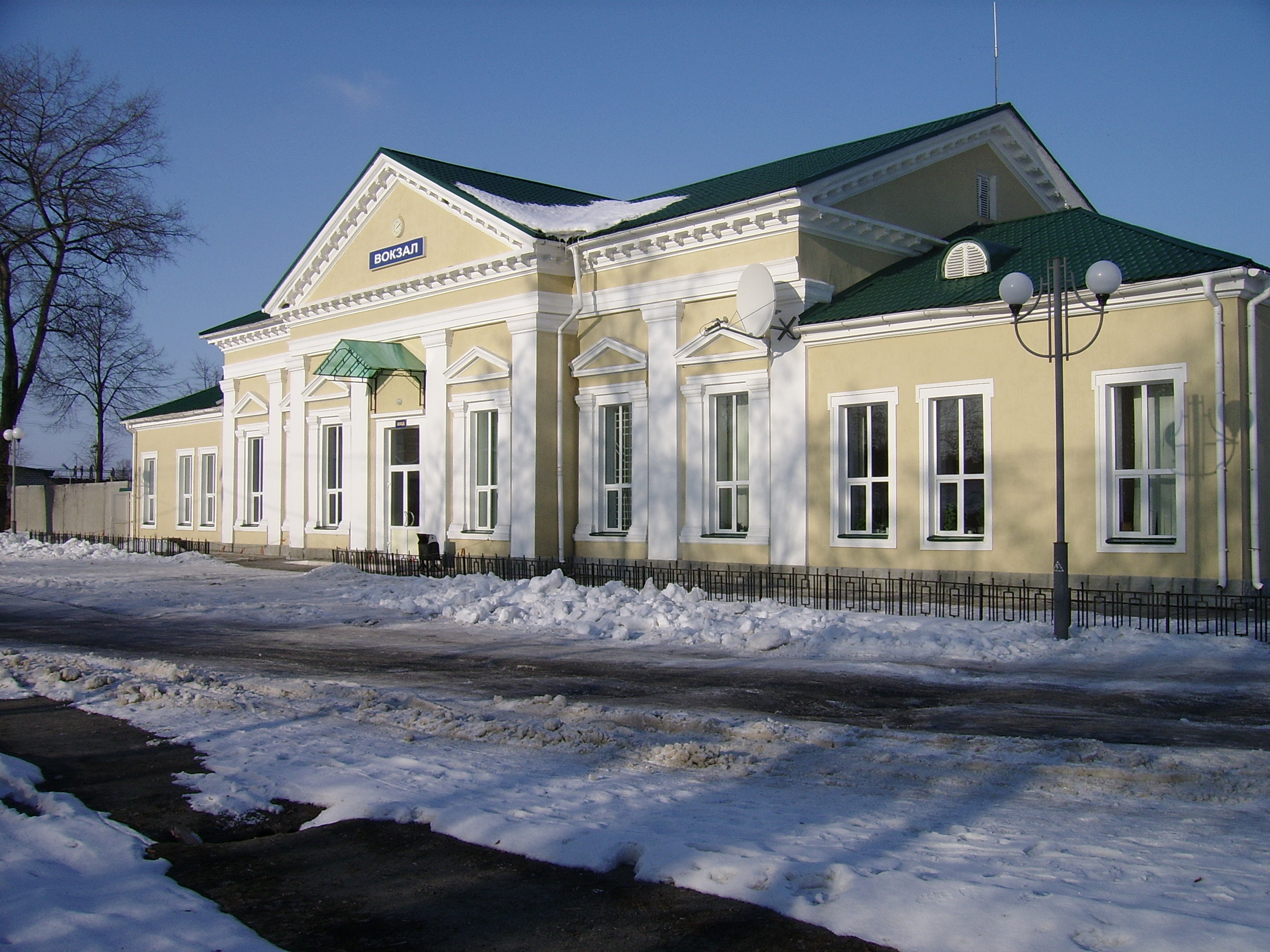
火车站

斯諾夫斯克（烏克蘭語：Сновськ）是烏克蘭北部切爾尼戈夫州科留基夫卡区斯诺夫斯克市镇内的城市及其行政中心。距離州府切爾尼戈夫70公里，始建於1860年，面積1.28平方公里，海拔高度119米，2024年人口10,546。第二次世界大戰期間，納粹德國在1941年8月至1943年9月佔領該市。

## 名字
历史上该市以市内的斯諾夫河而得名。1935至2016年间该市以纪念尼古拉·肖尔斯而命名为邵尔斯（Щорс）。2016年5月21日，乌克兰最高拉达根据去共化法律将该地改回其原名斯诺夫斯克，同时将绍尔斯区改名为斯諾夫斯克區。